# Valvestino

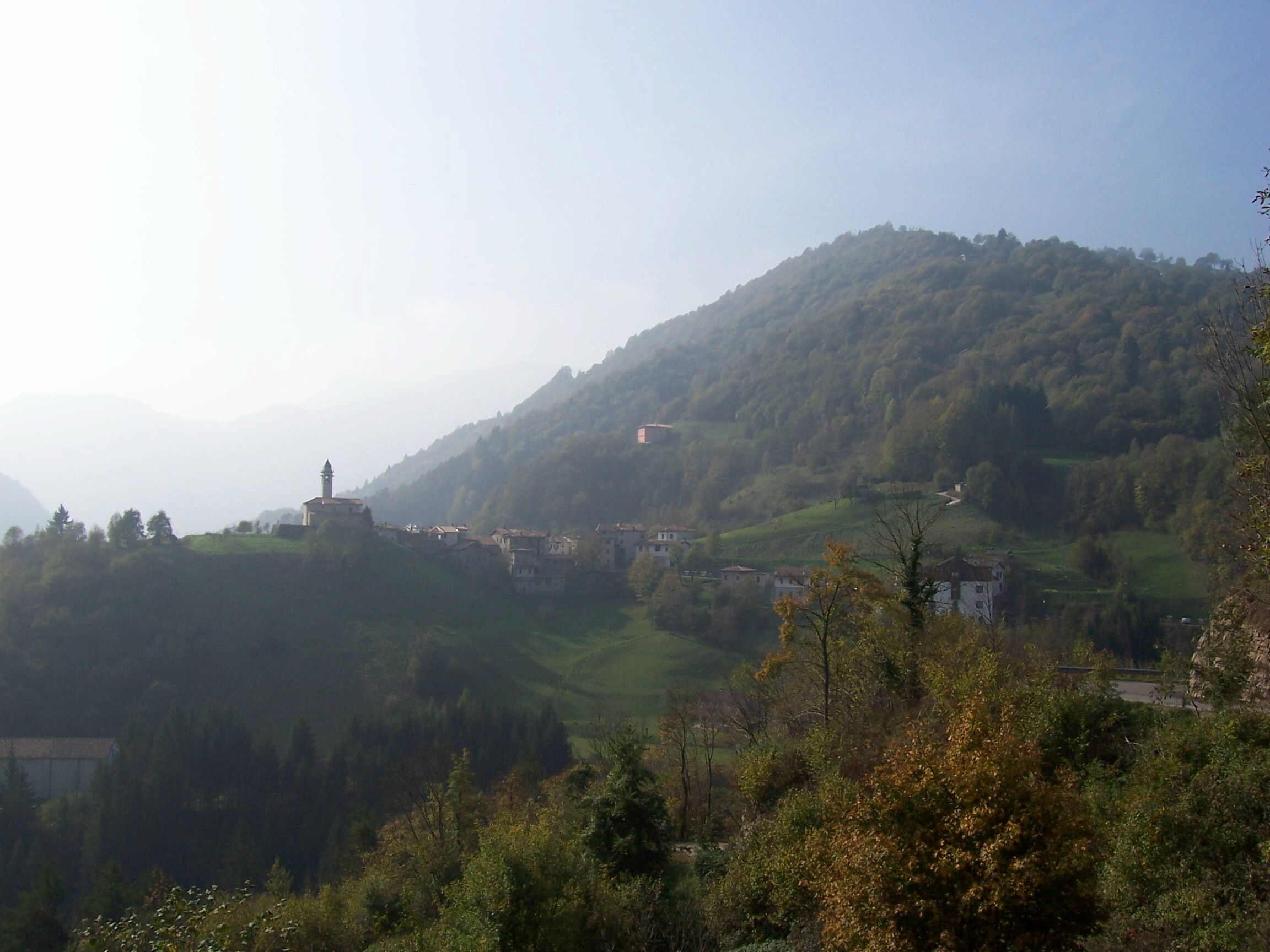
Panorama von Turano

Valvestino ist eine norditalienische Gemeinde mit 162 Einwohnern (Stand 31. Dezember 2023) in der Provinz Brescia in der Lombardei. Die Gemeinde liegt etwa 37,5 Kilometer nordöstlich von Brescia am Parco dell'Alto Garda Bresciano, gehört zur Comunità montana Parco Alto Garda Bresciano di Gargnano und grenzt unmittelbar an das Trentino. Der Verwaltungssitz der Gemeinde befindet sich im Ortsteil Turano. Auf dem Gemeindegebiet liegt der gleichnamige Stausee, Lago di Valvestino.

Valvestino in der Provinz Brescia

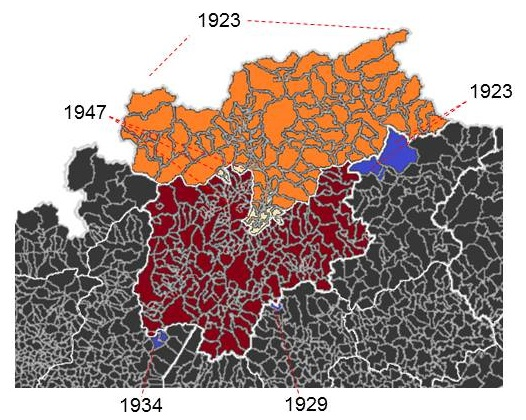
Gemeinden und das Jahr des Provinzwechsels

Bis nach dem Ersten Weltkrieg gehörte Valvestino zu Tirol und später unter dem Namen Turano zum Trentino, wurde gemeinsam mit der Nachbargemeinde Magasa 1934 dem Trentino abgetrennt und der Provinz Brescia angegliedert. Valvestino hat mit einer besorgniserregenden demographischen Entwicklung zu kämpfen.
| Gemeinde Valvestino: Einwohnerzahlen seit 1921 | Gemeinde Valvestino: Einwohnerzahlen seit 1921 | Gemeinde Valvestino: Einwohnerzahlen seit 1921 | Gemeinde Valvestino: Einwohnerzahlen seit 1921 | Gemeinde Valvestino: Einwohnerzahlen seit 1921 |
| ---------------------------------------------- | ---------------------------------------------- | ---------------------------------------------- | ---------------------------------------------- | ---------------------------------------------- |
| Jahr                                           |                                                |                                                |                                                | Einwohner                                      |
| 1921                                           | 1921                                           |                                                | 1.053                                          | 1.053                                          |
| 1931                                           | 1931                                           |                                                | 1.066                                          | 1.066                                          |
| 1936                                           | 1936                                           |                                                | 953                                            | 953                                            |
| 1951                                           | 1951                                           |                                                | 986                                            | 986                                            |
| 1961                                           | 1961                                           |                                                | 942                                            | 942                                            |
| 1971                                           | 1971                                           |                                                | 665                                            | 665                                            |
| 1981                                           | 1981                                           |                                                | 498                                            | 498                                            |
| 1991                                           | 1991                                           |                                                | 375                                            | 375                                            |
| 2001                                           | 2001                                           |                                                | 287                                            | 287                                            |
| 2011                                           | 2011                                           |                                                | 212                                            | 212                                            |
| Quelle: ISTAT, URBISTAT                        |                                                |                                                |                                                |                                                |

In einer Volksabstimmung erklärte 2008 eine Mehrheit, zur mittlerweile Autonomen Provinz Trient zurückkehren zu wollen. Ein entsprechender Gesetzesentwurf liegt in Rom seit 2013 vor. Im April 2015 hat der Lombardische Regionalrat den von der Lega Nord eingebrachten, den Provinzwechsel unterstützenden Antrag mit Zustimmung angenommen.
Da Valvestino straßentechnisch nicht direkt mit dem Trentino verbunden ist, gibt es Überlegungen, einen umstrittenen Tunnel nach Bondone zu bauen. Während man heute für die Fahrt den Idrosee umrunden muss, würde der Tunnel die knapp einstündige Fahrzeit auf wenige Minuten verkürzen.